# هشام البزري
هشام البزري (1966  م) هو مخرج وكاتب ومنتج وباحث لبناني، ولد في العاصمة اللبنانية بيروت، بدأ العمل في أفلام في الولايات المتحدة وهنغاريا مع المخرجين ستان براخاج ‏ وراؤول رويز،  وميكلوس جانكو، وأخرج 25 فيلما قصيراُ حتى الآن، عمل منتجاُ في تلفزيون المستقبل اللبناني، ومدير إبداعي في شركة أوربت كوميونيكيشنز، ورئيس ومدير الإبداع في أفلام ليفانتين، كان أستاذًا في صناعة الأفلام وكتابة السيناريو في قسم الفنون الأدبية بجامعة براون حتى 2014،  في عام 2015 بسبب أزمة اللاجئين السوريين عاد بزري إلى الأردن للمشاركة مع الهيئة الملكية الأردنية للأفلام في إنتاج أفلام وثائقية أعدها صناع أفلام عرب يروون الحياة في مخيم الزعتري للاجئين، وفي 2016 عمل على تنسيق برامج الأفلام للأطفال اللاجئين السوريين في عمان.

## النشأة
تم عرض أعمال هشام في أماكن دولية بما في ذلك مهرجان صاندانس السينمائي و  مهرجان كان ومهرجان برلين وأوبرهاوزن ومهرجان موسكو ومهرجان أبو ظبي، وكذلك في متحف اللوفر ومعهد موندي أرابي وسينماثيك فرانسيس وسينماثيك فرانسيس ومركز سينت بومبيدو ومو وانثولوجي فيلم المحفوظات بنيويورك.
حصل على جوائز من مؤسسات McKnight و LEF و Jerome وRockefeller، وكذلك زمالات من مؤسسة Guggenheim Foundation والأكاديمية الأمريكية في روما، والتي منحته «جائزة روما» (FAAR 2009).
في بداية حياته المهنية عمل بزري كمنتج في تلفزيون المستقبل، والمدير الإبداعي لشركة أوربت كوميونيكيشنز. وفي عام 2005 شارك في تأسيس المعهد العربي للسينما مع المخرج السوري عمر أميرلاي والمنتج الدنماركي جاكوب هوجل، في عام 2012 تم تعيينه رئيسًا ومديرًا إبداعيًا لأفلام المشرق (NYC).

## قائمة أفلامه

### الأفلام
| عام  | عنوان                         | الطول      | شكل                           | ملاحظات |
| ---- | ----------------------------- | ---------- | ----------------------------- | --- |
| 1989 | الحلم                         | 7 دقائق    | سوبر 8                        | |
| 1989 | الشمس                         | 5 دقائق    | سوبر 8                        | |
| 1990 | الثالث من مايو                | 9 دقائق    | فيلم 16mm                     | |
| 1990 | حلم رجل مثير للسخرية          | 22 دقيقة   | فيلم 16mm                     | |
| 1991 | أوراق السرو                   | 15 دقيقة   | Betacam SP                    | |
| 1991 | عيد الحب فيرتوف               | 12 دقيقة   | Betacam SP                    | |
| 1992 | رسالة من رجل ميت              | 20 دقيقة   | فيلم 16mm                     | |
| 1997 | Mitologies                    |            | مجسمة السينما                 | |
| 1997 | لاس مينيناس                   |            | مجسمة السينما                 | |
| 2002 | City of Brass                 | 24 دقيقة   | بيتا                          | |
| 2002 | La Rencontre                  | 28 دقيقة   | DV                            | استنادا إلى القصة القصيرة " إيما زنز " لجورج لويس بورخيس. |
| 2002 | Chabrol á Biarritz            | 23 دقيقة   | DV                            | مقابلة مع كلود شابرول |
| 2005 | Vertices: Beirut.Dublin.Seoul | 32 دقيقة   | DV                            | فيلم لثلاث شاشات. |
| 2005 | Asmahan                       | 21 دقيقة   | فيلم 35mm                     | |
| 2008 | Song for the Deaf Ear         | 18 دقيقة   | فيلم 16 مم / فيديو عالي الدقة | صامت ولكن في اللحظة الأخيرة - مهرجان سيرسين، أراكاجو (سيرجيبي)، البرازيل |
| 2010 | A Film                        | 8.32 دقيقة | فيلم 16 مم / فيديو عالي الدقة | - مهرجان مينيابوليس سانت بول السينمائي - مهرجان بيزارو السينمائي 2012 |
| 2012 | Sirocco                       | 18 دقيقة   | فيلم 35mm                     | - اختيار مهرجان أوبرهاوزن الدولي للفيلم القصير للمسابقة الدولية 2012 - اختيار مهرجان صندانس السينمائي في مسابقة New Frontier Shorts American Competition 2013 - مهرجان التوأم العربي للفيلم العربي 2013 |
| 2016 | "تحت السماء الواسعة الواسعة"  | 15 دقيقة   | فيلم 35mm                     | - اختيار مهرجان أوبرهاوزن الدولي للفيلم القصير للمسابقة الدولية لعام 2016 - الدورة 24 لمهرجان كورتاس فيلا دو كوندي (البرتغال) السينمائي الدولي للمسابقة التجريبية 2016 - الدورة الرابعة عشرة للمهرجان الدولي لعام 2016 - الفائز بالجائزة: أفضل تحرير. مهرجان RAIIFA السينمائي الدولي 2016 - مهرجان سبليت السينمائي الحادي والعشرين / المهرجان الدولي للفيلم الجديد 2016 - النهائي، المهرجان الدولي الرابع عشر للسينما الدولية 2016 (ميلانو) - مهرجان مانيفستو السينمائي (أمستردام) 2018 |
| 2017 | هشام بزري بأثر رجعي           |            |                               | - مهرجان المدن العربية الثاني عشر |
| 2017 | التحول الليلي                 | 4.51 دقيقة | أغنية مصورة                   | - أفضل مخرج، مهرجان Amarcord Arthouse للسينما والفيديو |
| 2018 | السراويل المختارة             |            |                               | - مهرجان الفيلم السينمائي السنوي الثاني (CAVE) |

## الجوائز والتكريمات
- أفضل مخرج (جائزة Tarkovsky) عن عمل "Night Shift"، مهرجان Amarcord Arthouse للسينما والفيديو (2017)[4]
- جائزة أفضل فيلم تحريري عن عمل «تحت الجنة الواسعة والعريضة»، مهرجان RAIIFA الدولي للسينما (2016)
- جائزة سالومون لأبحاث هيئة التدريس، جامعة براون (2015)[5]
- محطة Script، Berlinale Talent Campus، مهرجان برلين السينمائي الدولي (2011)
- الأكاديمية الأمريكية في روما «جائزة روما» (2008)
- جائزة ماك نايت ميديا فنان (2008)
- زمالة جوجنهايم (2007)
- مؤسسة زمالة روكفلر بيلاجيو (2005)

## وصلات خارجية
- هشام البزري على موقع IMDb (الإنجليزية)
- هشام البزري على موقع قاعدة بيانات الفيلم (الإنجليزية)
- Hisham Bizri's website
- [http://www.imdb.com/name/nm3331083/ Hisham Bizri

] في قاعدة بيانات الأفلام على الإنترنت
- Hisham Bizri's Vimeo